# 1927 ve fotografii

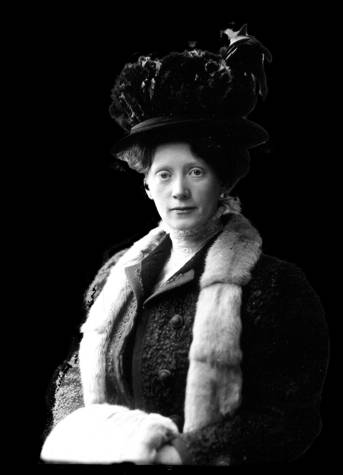
Dne 25. března zemřela dánská fotografka Johanne Hesbeck

Tento článek obsahuje významné fotografické události v roce 1927.

## Události

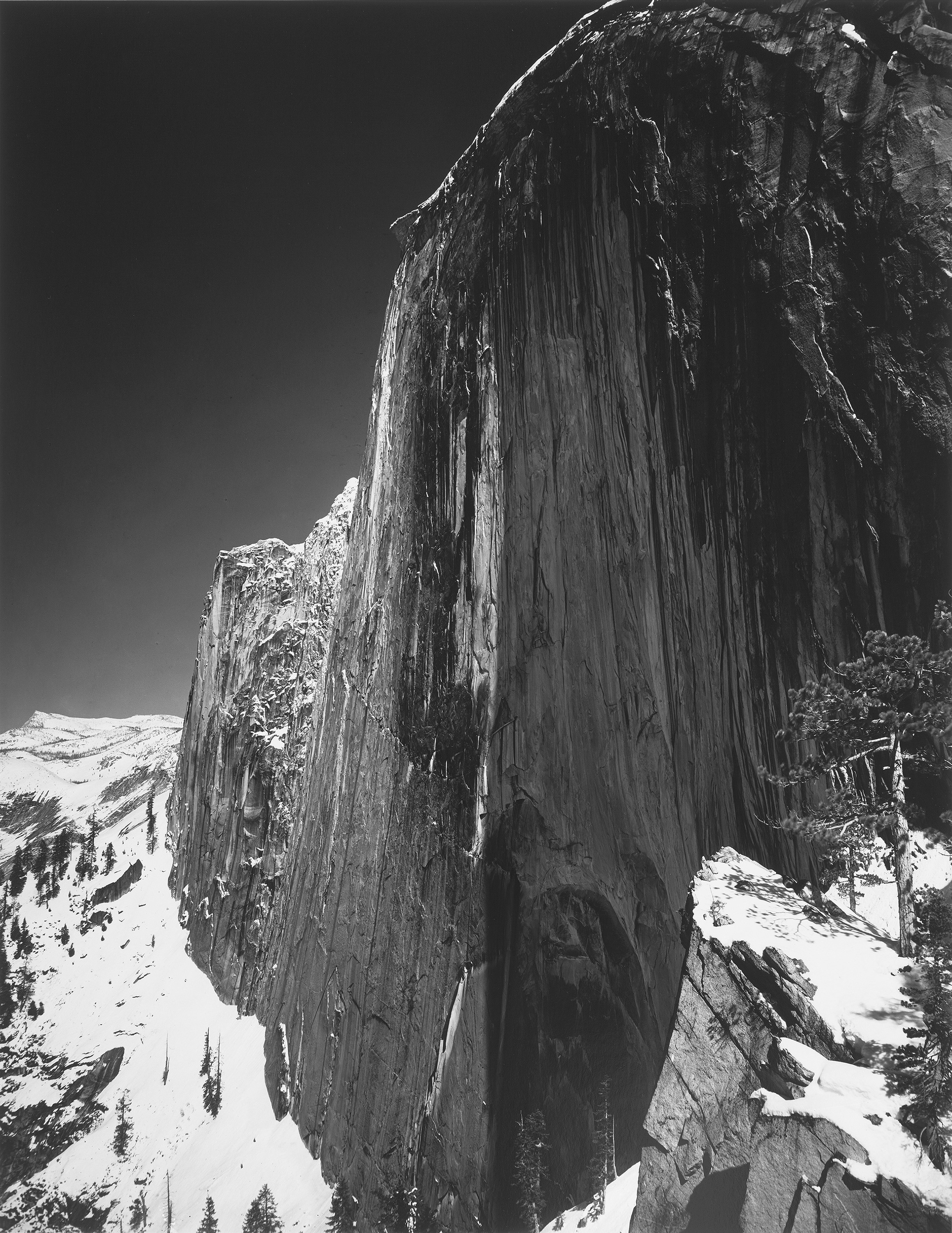
Ansel Adams pořídil fotografii Monolit, tvář skalního útvaru Half Dome

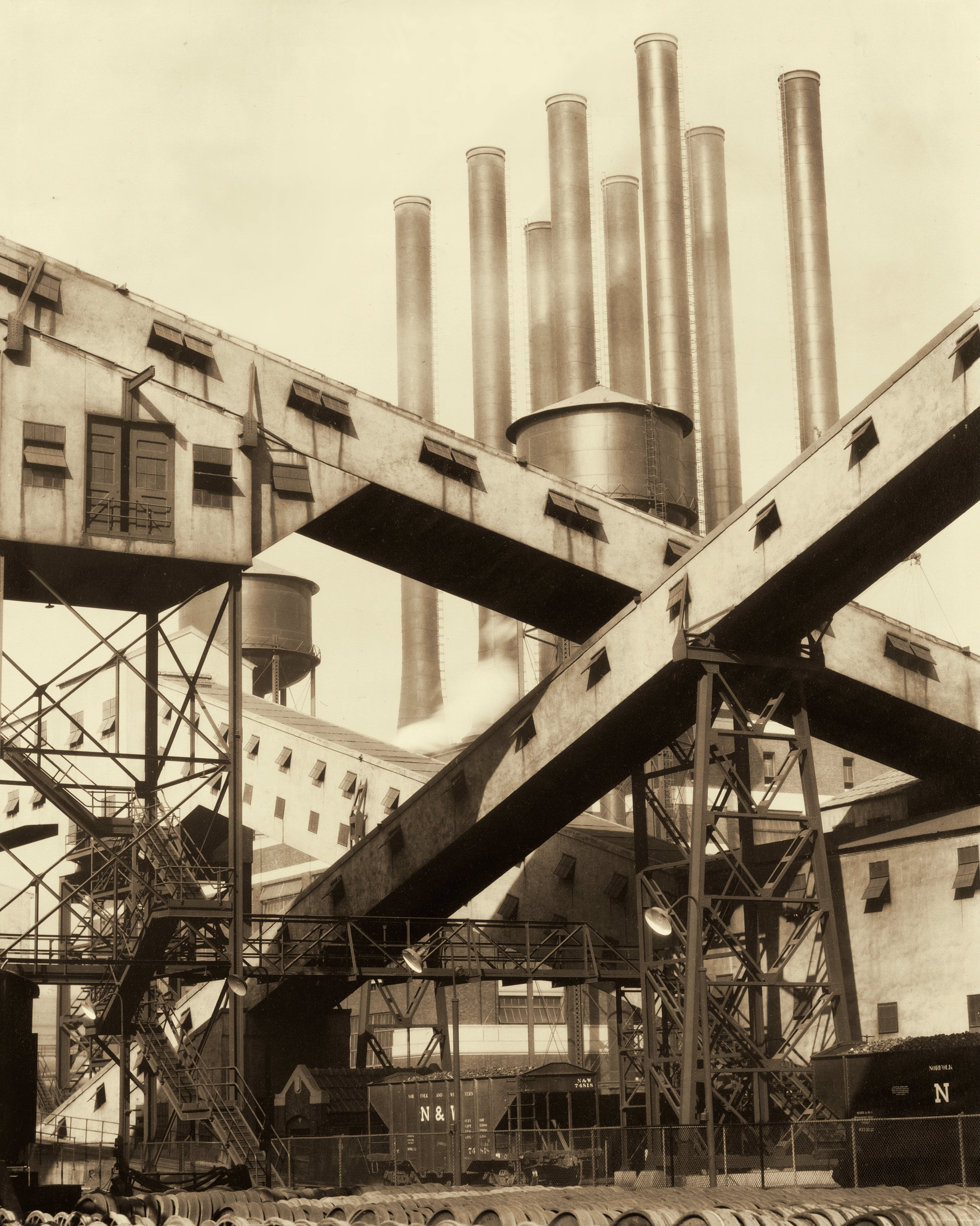
Charles Sheeler pořídil fotografii Criss-Crossed Conveyors, River Rouge Plant, Ford Motor Company

- Edward Weston pořídil fotografii Dvě ulity
- Ansel Adams pořídil své první portfolio, sérii fotografií Parmelian Prints of the High Sierras obsahující významný snímek Monolit, tvář skalního útvaru Half Dome.
- Charles Sheeler pořídil fotografii Criss-Crossed Conveyors, River Rouge Plant, Ford Motor Company.[1]
- Na popud osobností, jako byli Louis Lumière nebo Léon Gaumont, otevřela École technique de photographie et de cinématographie (ETPC) – později École Louis-Lumière – své dveře a v říjnu uvítala první studenty v prostorách poskytnutých městem Paříž, na adrese rue de Vaugirard 85. Následující rok, usnesením z 27. června 1928, byla uznávána státem. Cílem této odborné školy, která rychle získala velké renomé, bylo vyškolit odborníky s technickými a odbornými znalostmi, které jsou dnes nezbytné pro kompetentní výkon různých profesí fotografie a kinematografie.
- Založení tiskové fotografické agentury Keystone Paris Alexandrem Garaïem.

## Narození v roce 1927
- 6. ledna – Josef Vaniš, český kameraman a fotograf († 12. února 2009)
- 24. ledna – Petr Tausk, český chemik, fotograf, žurnalista, spisovatel, historik fotografie a vysokoškolský pedagog († 3. května 1988)
- 14. února – Roy Adzak, britský malíř, sochař, rytec a fotograf († 30. ledna 1987)
- 17. února – Yvan Dalain, fotograf, režisér a švýcarský spisovatel († 18. září 2007)
- 22. března – Nicolas Tikhomiroff, francouzský fotograf, člen agentury Magnum († 17. dubna 2016)
- 14. dubna – Henri Huet, francouzský válečný fotoreportér, vítěz ceny Zlaté medaile Roberta Capy v roce 1966. († 10. února 1971)
- 14. dubna – Arno Fischer, německý fotograf, také univerzitní profesor († 13. září 2011)
- 23. dubna – Charles Gad Strasser, český válečný veterán, profesionální fotograf a filantrop narozený v Izraeli († 10. června 2024)
- 5. května – Eva Fuková, americká fotografka českého původu († 25. listopadu 2015)
- 26. června – Jerry Schatzberg, americký fotograf, režisér a scenárista
- 11. července – Miloslav Stibor, český fotograf aktů a krajin († 7. března 2011)
- 24. července – Rudolf Štursa, český fotograf
- 31. července – Cecilia Mangini, italská dokumentaristka, scenáristka a fotografka († 21. ledna 2021)
- 16. srpna – Gray Villet, americký fotograf a fotožurnalista jihoafrického původu, více než třicet let pracoval pro časopis Life († 2. února 2000)
- 28. srpna – Miloslav Kubeš, český filosof a fotograf († 24. května 2008)
- 15. září – Antoine Desilets, kanadský fotograf z Quebecu († 19. prosince 2019)
- 19. září – Ulli Kyrklund, finská fotografka potravin († 13. ledna 2011)
- 20. září – Hans Malmberg, švédský fotograf († 1. září 1977)
- 9. října – René Groebli, švýcarský fotograf a fotožurnalista
- 21. října – Howard Zieff, americký režisér a reklamní fotograf († 22. února 2009)
- 6. listopadu – Hubert Grooteclaes, belgický fotograf († 23. října 1994)
- 6. listopadu – Ninalee Craig, kanadská učitelka a modelka fotografky Ruth Orkin, autorky fotografie Americká dívka v Itálii († 1. května 2018)[2]
- 12. listopadu – Hans Blohm, kanadský fotograf († 4. prosince 2021)
- 19. listopadu – Lisl Steinerová, 95, rakousko-americká fotografka, fotoreportérka a dokumentaristka († 7. června 2023)[3]
- 10. prosince – Harvey Glatman, americký sériový vrah, násilník a fotograf († 18. září 1959)
- 13. prosince – Takashi Okamura, japonský fotograf se specializací na uměleckou fotografii († 4. února 2014)
- ? – Charles Lagus, český fotograf a filmař (* nebo 1928)
- ? – Niou Wej-jü, čínská fotožurnalistka († 3. června 2020)
- ? – Jack Laxer, americký fotograf nejznámější svou prací v oblasti stereoskopie († 12. června 2018)
- ? – David Moore, australský fotožurnalista, historik australské fotografie a iniciátor Australského fotografického centra (6. dubna 1927 († 23. ledna 2003)
- ? – Richard Woldendorp, nizozemsko-australský fotograf známý svým leteckým snímkováním australské geografie (1. ledna 1927 (†  duben 2023)
- ? – Marvin E. Newman, americký umělec a fotograf (5. prosince 1927 (†  13. září 2023)
- ? – Zaverilal Mehta, indický fotograf a fotožurnalista, zachytil například zemětřesení v roce 2001 nebo Kutchův cyklon v roce 1998 (1927 (†  27. listopadu 2023)
- ? – Paul-Armand Gette, francouzský umělec, fotograf, spisovatel, sochař, kameraman, výtvarník a malíř (13. května 1927 († 8. ledna 2024)
- ? – Maria Wołyńska, polská umělecká fotografka, členka Svazu polských uměleckých fotografů (1927–2004)
- ? – Erika Billeterová, švýcarská historička umění německého původu, kurátorka, spisovatelka a ředitelka muzea, specializovala se na psaní a editaci katalogů uměleckých výstav, zajímala se o dějiny latinskoamerického umění, autorka knihy Canto a la realidad: Fotografía Latinoamericana 1860–1993 (Píseň realitě: Latinskoamerická fotografie 1860–1993) (8. listopadu 1927 – 12. srpna 2011)

## Úmrtí v roce 1927
- 25. března – Johanne Hesbecková, dánská fotografka (* 2. září 1873)
- 30. března – Sarah Ladd, americká fotografka (* 13. dubna 1857)
- 5. května – Adolf Miethe, německý vynálezce v oblasti fotografické techniky (* 25. dubna 1862)
- 4. srpna – Eugène Atget, francouzský fotograf známý svými dokumentárními fotografiemi Paříže na konci 19. století (* 12. února 1857)
- 29. srpna – Edyth Carter Beveridge, americká fotožurnalistka, dokumentovala život v Richmondu ve Virginii, dělala fotoeseje pro Ladies' Home Journal (* 1862)
- 19. října – Jaroslav Tkadlec, český inženýr, soukromník, cestovatel a amatérský fotograf (* 29. dubna 1851)
- ? – Lyddell Sawyer, britský fotograf (* 1856)
- ? – Charles Harper Bennett, anglický fotografický průkopník (* 1840)
- ? – Caroline Haskins Gurrey, americká fotografka, která pracovala na Havaji na počátku 20. století (* 1875)
- ? – Neils Walwin Holm, nigerijský fotograf a advokát (* 1866)
- ? – Ladislas Dymkovski, francouzský malíř, fotograf a hudebník (* 1847)
- ? – Onorij Markolesko, bulharský fotograf rumunského původu (* 1844)
- ? – Richard Štorch, český cestovatel, fotograf a obchodník s exotickými přírodninami (* 24. února 1877 – 22. května 1927)
- ? – Olga Rinmanová, švédská fotografka působící v Göteborgu, kde pořizovala převážně topografické motivy města (* 18. února 1861 – 28. června 1927)